# Élections législatives bulgares de 2022
Les élections législatives bulgares de 2022 (en bulgare : Парламентарни избори в България (2022)) se tiennent le 2 octobre 2022 afin d'élire les 240 députés de la 48e législature de l'Assemblée nationale pour un mandat de quatre ans.
Prévues pour janvier 2026 au plus tard, les élections ont lieu de manière anticipée en raison de la chute du gouvernement Petkov le 22 juin 2022. C'est la quatrième fois en deux ans que les électeurs bulgares se rendent aux urnes, du fait d'une scène politique à la fois polarisée autour du parti Citoyens pour le développement européen de la Bulgarie (GERB) de Boïko Borissov et fragmentée entre formations aux vues politiques différentes. La coalition finalement formée après trois élections successives par Kiril Petkov, codirigeant de Nous continuons le changement, s'effondre à son tour avec le retrait du parti Il y a un tel peuple (ITN) de Slavi Trifonov, qui vote une motion de censure avec l'opposition.
Marquées par une faible participation, les élections voient le GERB arriver en tête devant le PP, tandis qu'ITN s'effondre et perd toute représentation à l'Assemblée nationale. Le parti d'extrème droite Renaissance et le nouveau parti russophile Réveil bulgare effectuent tous deux une percée. Si l'arrivée en tête du GERB permet à Boïko Borissov de se voir confier en premier la tâche de former un gouvernement de coalition, l'Assemblée se révèle à nouveau fragmentée et polarisée, augurant d'une difficile formation du gouvernement.
Les négociations s'étalent jusqu'en janvier 2023, et finissent par échouer, ouvrant la voie à la tenue de nouvelles élections début avril.

## Contexte

### Crise politique et législatives de novembre 2021

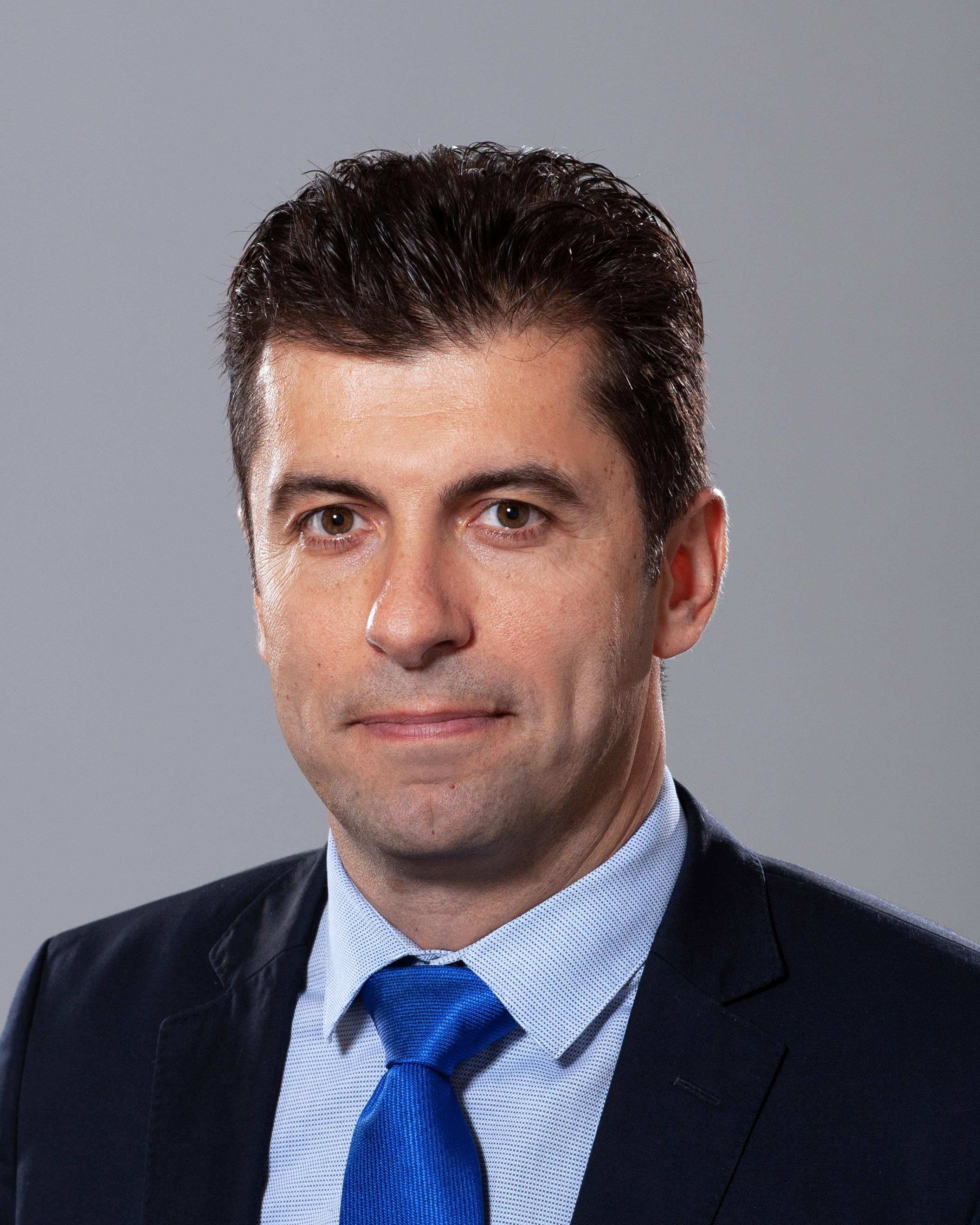
Kiril Petkov

Les précédentes élections, en novembre 2021, mettent fin à plusieurs mois de blocage politique, le pays ayant été confronté tout au long de l'année 2021 aux conséquences politiques des manifestations anti-corruption de grande ampleur à l'encontre du gouvernement de Boïko Borissov. Ces évènements polarisent fortement la scène politique bulgare, aucune des différentes formations, pour la plupart réparties entre alliées et opposantes à Borissov, ne parvenant initialement à s'entendre pour former une coalition. Là où les élections d'avril et de juillet avaient toutes deux conduit à l'échec de la formation d'un gouvernement, celles de novembre aboutissent finalement à la formation en moins d'un mois du gouvernement Petkov.
Créée peu avant le scrutin de novembre, la coalition Nous continuons le changement (PP) devient la première force politique bulgare, profitant des reports de voix dus à l'effondrement d'Il y a un tel peuple (ITN), jugé responsable de l'échec des négociations de juillet,,. Menée par les anciens ministres Kiril Petkov et Assen Vassilev, la coalition provoque la surprise en arrivant en tête avec un peu plus d'un quart des suffrages pour sa première participation à des élections. Hormis le Mouvement des droits et des libertés (DPS) de la minorité turque et le parti nationaliste Renaissance, qui fait son entrée à l'Assemblée, l'ensemble des autres partis subissent un recul, notamment Bulgarie démocratique (DB) et le Parti socialiste bulgare (BSPzB) ainsi que Citoyens pour le développement européen de la Bulgarie (GERB), au pouvoir depuis 2014. La coalition Debout.BG ! Nous arrivons ! (IBG-NI) perd quant à elle toute représentation parlementaire,,.
La formation arrivée en tête bénéficiant de la première tentative de formation d'un gouvernement, Petkov entame rapidement des négociations qui donnent lieu, après plusieurs semaines, à la constitution d'un gouvernement de coalition réunissant Nous continuons le changement, le Parti socialiste bulgare, Il y a un tel peuple et Bulgarie démocratique,. Fort du soutien de ces quatre formations qui réunissent ensemble la majorité absolue à l'Assemblée, ainsi que de celui du président de la République, Roumen Radev, largement réélu au second tour de l'élection présidentielle de novembre, Kiril Petkov forme son gouvernement et prend ses fonctions le 13 décembre 2021, après avoir reçu la confiance de l'Assemblée par 134 voix pour et 10 contre,.

### Chute du gouvernement Petkov
La coalition gouvernementale s'avère finalement de courte durée. À la suite d'une rencontre entre Kiril Petkov et le dirigeant d'ITN, Slavi Trifonov, sur des questions budgétaires, ce dernier met en cause le Premier ministre sur la répartition des fonds du budget de l'État ainsi que sur l'annonce de la levée du veto bulgare à l'adhésion de la Macédoine du Nord à l'Union européenne. Le 8 juin, Trifonov annonce en conséquence le départ d'ITN du gouvernement, accusant le Premier ministre de manquer à sa parole. De son côté, Kiril Petkov assure être prêt à diriger un gouvernement minoritaire et reproche à ITN d'avoir cherché à obtenir près de deux millions d'euros supplémentaires pour le ministère du Développement régional, une somme qui aurait, selon Petkov, été versée à des entreprises poursuivies pour corruption.
Le départ d'ITN dans l'opposition conduit à la perte par le gouvernement de sa majorité à l'Assemblée. Sur proposition du parti GERB, une motion de censure est mise au vote le 22 juin, et adoptée le même jour par 123 voix pour et 116 contre. Ainsi renversé, Kiril Petkov peut de nouveau proposer une équipe gouvernementale ; en cas d'échec, deux autres mandataires peuvent être désignés, après quoi le président de la République sera contraint de dissoudre l'Assemblée nationale.
La censure du gouvernement intervient quelques jours avant le Conseil européen du 24 juin devant préparer un sommet avec les pays des Balkans dans le contexte de l'accession de l'Ukraine et de la Moldavie au statut de candidat à l'Union européenne le 23 juin. Accélérées par l'invasion de l'Ukraine par la Russie, ces accessions provoquent des tensions chez les pays candidats des Balkans, dont les procédures sont en comparaison très ralenties depuis plusieurs années. La levée du véto bulgare sur la candidature de la Macédoine du Nord, qui devait y être officialisée sous condition d'un vote favorable du Parlement, se retrouve bloquée par la crise provoquée par ITN, qui se voit ainsi accusé d'avoir manœuvré avec les partis nationalistes et pro-russes pour faire échouer le sommet.
La politique de rapprochement avec Skopje menée par le Premier ministre fait cependant l'objet d'un retournement d'alliance inattendu, le gouvernement recevant finalement le soutien du GERB. Pro-européen bien que situé dans l'opposition, celui-ci avait pourtant été à l'origine du veto en 2020. Sous l'égide de la présidence tournante de l'Union européenne alors détenue par le président français Emmanuel Macron, un accord de compromis est en effet trouvé, dans lequel la Bulgarie reconnait que la Macédoine du Nord possède une culture propre, tandis que cette dernière doit modifier sa Constitution afin d'y inscrire explicitement l'existence d'une minorité bulgare sur son territoire. Le vote sur la levée du veto bulgare organisé le 24 juin est approuvé par 170 voix pour, 37 contre et 21 abstentions. Proposée par les partis PP et DB, la décision reçoit ainsi le soutien du GERB et du DPS, tandis que le BSPzB s'abstient et qu'ITN et Renaissance votent contre,.
Le 27 juin, Petkov remet sa démission. Le 1er juillet, le président Roumen Radev charge Assen Vassilev (en), cofondateur de Nous continuons le changement, de former un gouvernement. Préconisant un scrutin anticipé, celui-ci indique qu'il ne présentera pas de proposition de gouvernement, faute de pouvoir réunir une majorité parlementaire, et rend son mandat le 8 juillet. Comme préalablement annoncé, le GERB rend quant à lui son mandat dès qu'il lui est proposé, le 14 juillet. Le troisième et dernier mandat est confié le 18 juillet au BSP, qui prend acte neuf jours plus tard de l'impossibilité de former un nouveau gouvernement, Slavi Trifonov ayant demandé aux députés d'ITN de ne pas participer aux négociations. Le refus de Trifonov — qui s'était auparavant dit favorable à une reconduction de la coalition — intervient après la fuite d'un enregistrement d'une réunion interne de cadres du BSP au cours de laquelle ITN est traité de « mafia », provoquant l'indignation de son dirigeant,,. Devant ces trois échecs successifs, le président Radev nomme le 2 août un gouvernement apolitique mené par un ancien ministre du Travail, Galab Donev, chargé d'assurer l'intérim jusqu'aux élections anticipées, convoquées pour le 2 octobre 2022,,.

## Système électoral

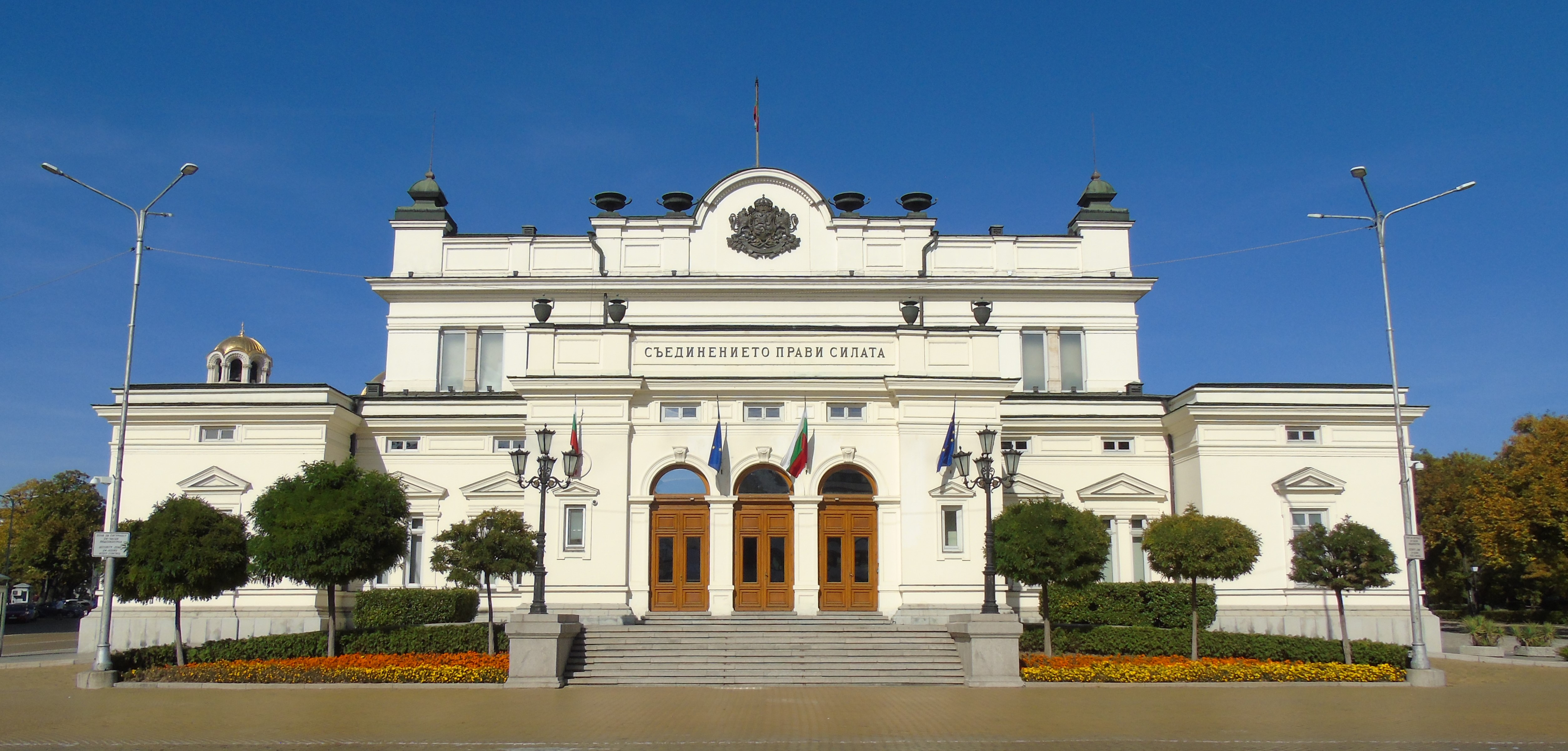
Bâtiment de l'Assemblée à Sofia.

L'Assemblée nationale (en bulgare : Народното събрание) est composée de 240 sièges pourvus pour quatre ans au scrutin proportionnel suivant la méthode du quotient de Hare dans 31 circonscriptions électorales de quatre à seize sièges. Les listes sont ouvertes, avec la possibilité pour les électeurs d'effectuer un vote préférentiel envers un candidat de la liste choisie afin de faire monter sa place dans celle-ci. Après décompte des suffrages, la répartition est faite entre les listes de candidats ayant atteint le seuil électoral de 4 % des suffrages exprimés au niveau national sur des partis. Les votes pour les candidats indépendants ainsi que ceux « Aucun de ces choix » sont comptés comme des votes valides, mais n'entre pas en compte pour le calcul du seuil,,.
Le système bulgare prévoit un maximum de trois tentatives de formation d'un gouvernement à la suite des élections. Le président confie ainsi en premier lieu cette responsabilité au parti arrivé en tête, puis au deuxième et enfin à un parti de son choix. Si aucun ne parvient à former un gouvernement capable de recevoir le vote de confiance de l'Assemblée, le président nomme un gouvernement d'intérim et convoque de nouvelles élections anticipées dans les deux mois. Cette procédure est également utilisée en cas de chute du gouvernement en cours de législature, le Premier ministre sortant disposant de la première tentative,.

## Forces en présence
| Partis                                                               | Partis | Idéologie                                                                       | Chef de file                       | Résultats en 2021           |
| -------------------------------------------------------------------- | --- | ------------------------------------------------------------------------------- | ---------------------------------- | --------------------------- |
|                                                                      | Nous continuons le changement Prodaljavamé promianata (PP)                                                | Centre Lutte contre la corruption, europhilie                                   | Kiril Petkov / Assen Vassilev (en) | 25,32 % des voix 67 députés |
|                                                                      | Citoyens pour le développement européen de la Bulgarie Grajdani za evropeïsko razvitié na Balgaria (GERB) | Centre droit Conservatisme, démocratie chrétienne, europhilie                   | Boïko Borissov                     | 22,44 % des voix 59 députés |
| Union des forces démocratiques Sayouz na demokratitchnité sili (SDS) | Centre droit Conservatisme, démocratie chrétienne, national-conservatisme                                 | Roumen Hristov (en)                                                             |                                    | 22,44 % des voix 59 députés |
|                                                                      | Mouvement des droits et des libertés Dvijenié za prava i svobodi (DPS)                                    | Centre Social-libéralisme, défense des Turcs de Bulgarie                        | Mustafa Karadayi                   | 12,83 % des voix 34 députés |
|                                                                      | BSP pour la Bulgarie BSP za Balgaria (BSPzB)                                                              | Centre gauche à gauche Social-démocratie, socialisme démocratique               | Korneliya Ninova                   | 10,07 % des voix 26 députés |
|                                                                      | Il y a un tel peuple Ima takav narod (ITN)                                                                | Centre droit Populisme, démocratie directe, lutte contre la corruption          | Slavi Trifonov                     | 9,39 % des voix 25 députés  |
|                                                                      | Bulgarie démocratique Demokratitchna Balgaria (DB)                                                        | Centre droit Libéral-conservatisme, europhilie, écologie politique              | Atanas Atanassov / Hristo Ivanov   | 6,28 % des voix 16 députés  |
|                                                                      | Renaissance Vazrajdané (V)                                                                                | Extrême droite Nationalisme, euroscepticisme, opposition aux mesures sanitaires | Kostadin Kostadinov (en)           | 4,80 % des voix 13 députés  |
|                                                                      | Réveil bulgare Balgarski vazkhod (BV)                                                                     | Attrape-tout Nationalisme, conservatisme social, russophilie                    | Stefan Yanev                       | Nouveau                     |

## Sondages
La barre verticale est placée au 22 juin 2022, date de la chute du gouvernement Petkov.
| Pour des raisons techniques, il est temporairement impossible d'afficher le graphique qui aurait dû être présenté ici. |

## Campagne
La campagne est dominée par le clivage opposant la Russie et l'Occident. Nous continuons le changement et Bulgarie démocratique soutenant des positions fermement pro-occidentales et pro-ukrainiennes tandis que le BSP, Renaissance et Réveil bulgare se tournent plutôt du côté russe. Le GERB et le DPS sont de leur côté théoriquement pro-occidentaux mais ont été accusés de sympathies pro-russes. C'est cependant la question de la flambée des prix, notamment de l'énergie et de l'alimentation, à l'approche de l'hiver qui inquiète davantage les électeurs que les questions géostratégiques.
PP et DB ont également annoncé pendant la campagne qu'ils ne pourraient pas travailler avec le GERB ou le DPS en raison des accusations de corruption dont ils sont l'objet. Le 25 septembre, Boïko Borissov écrit sur sa page Facebook qu'il refuse de débattre avec Kiril Petkov et Assen Vassilev, sous-entendant qu'ils ne respectent ni les lois, ni la Constitution. Petkov se rend trois jours plus tard sur le plateau de la chaîne bTV pour participer à une joute à laquelle seuls des experts désignés par les partis devaient prendre part, occasionnant le départ des représentants choisis par GERB qui dénoncent le non-respect des règles précédemment établies.

## Résultats

### Participation
| Horaire     | En 11/2021 | En 2022 | Différence    |
| ----------- | ---------- | ------- | ------------- |
| à 11 heures | 8,59 %     | 8,89 %  | 0,30          |
| à 16 heures | 25,58 %    | 25,58 % | en stagnation |
| à 20 heures | 40,23 %    | 39,40 % | 0,83          |

### Voix et sièges
|                          |                                                  |           |       |      |        |               |  |  |  |
| Partis ou coalitions     | Partis ou coalitions                             | Voix      | %     | +/-  | Sièges | +/-           |  |  |  |
|                          | Coalition GERB-SDS                               | 634 627   | 24,48 | 2,04 | 67     | 8             |  |  |  |
|                          | Nous continuons le changement (PP)               | 506 099   | 19,52 | 5,80 | 53     | 14            |  |  |  |
|                          | Mouvement des droits et des libertés (DPS)       | 344 512   | 13,29 | 0,46 | 36     | 2             |  |  |  |
|                          | Renaissance (V)                                  | 254 952   | 9,83  | 5,03 | 27     | 14            |  |  |  |
|                          | BSP pour la Bulgarie (BSPzB)                     | 232 958   | 8,98  | 1,09 | 25     | 1             |  |  |  |
|                          | Bulgarie démocratique (DB)                       | 186 528   | 7,19  | 0,91 | 20     | 4             |  |  |  |
|                          | Réveil bulgare (BV)                              | 115 872   | 4,47  | Nv   | 12     | 12            |  |  |  |
|                          | Il y a un tel peuple (ITN)                       | 96 071    | 3,70  | 5,69 | 0      | 25            |  |  |  |
|                          | Debout.BG ! (IBG)                                | 25 207    | 0,97  | 1,29 | 0      | en stagnation |  |  |  |
|                          | VMRO - Mouvement national bulgare (VMRO-BND)     | 20 177    | 0,78  | 0,29 | 0      | en stagnation |  |  |  |
|                          | Mouvement des candidats indépendants (DNK)       | 10 324    | 0,40  | Nv   | 0      | en stagnation |  |  |  |
|                          | Bulgarie juste                                   | 9 125     | 0,35  | Nv   | 0      | en stagnation |  |  |  |
|                          | Union nationale Attaque (Ataka)                  | 7 593     | 0,29  | 0,17 | 0      | en stagnation |  |  |  |
|                          | Russophiles pour le renouveau de la patrie (RVO) | 6 533     | 0,25  | 0,01 | 0      | en stagnation |  |  |  |
|                          | Voix du peuple (GN)                              | 6 197     | 0,24  | 0,19 | 0      | en stagnation |  |  |  |
|                          | Autres partis                                    | 48 497    | 1,88  | –    | 0      | en stagnation |  |  |  |
|                          | Indépendants                                     | 564       | 0,02  | 0,01 | 0      | en stagnation |  |  |  |
|                          | « Aucun de ces choix »                           | 87 635    | 3,38  | 2,04 |        |               |  |  |  |
|                          |                                                  |           |       |      |        |               |  |  |  |
| Suffrages exprimés       | Suffrages exprimés                               | 2 592 906 | 99,65 |      |        |               |  |  |  |
| Votes blancs et nuls     | Votes blancs et nuls                             | 9 042     | 0,35  |      |        |               |  |  |  |
| Total                    | Total                                            | 2 601 948 | 100   | –    | 240    | en stagnation |  |  |  |
| Abstentions              | Abstentions                                      | 4 018 872 | 60,70 |      |        |               |  |  |  |
| Inscrits / Participation | Inscrits / Participation                         | 6 620 820 | 39,30 |      |        |               |  |  |  |

## Analyse

Sièges par parti par circonscription électorale.

Comme attendu, les résultats révèlent un faible enthousiasme des Bulgares, le taux de participation s'établissant à nouveau en dessous de 40 %. La coalition menée par Citoyens pour le développement européen de la Bulgarie (GERB) arrive en tête avec un peu moins d'un quart des suffrages, suivis de Nous continuons le changement (PP), en recul à un cinquième des voix. Le parti d’extrême droite Renaissance et le nouveau parti russophile Réveil bulgare effectuent tous deux une percée, le premier doublant sa part des suffrages et le second entrant à l'Assemblée lors de son premier test électoral. Le Mouvement des droits et des libertés (DPS) et Bulgarie démocratique (DB) progressent tous deux, respectivement à la troisième et sixième place. A l'inverse, Coalition pour la Bulgarie (BSPzB) subit un nouveau recul, tandis qu'Il y a un tel peuple (ITN) s'effondre quant à lui en-dessous du seuil électoral et perd l'intégralité de ses sièges. 
Le scrutin aboutit ainsi à une montée des forces russophiles dans le contexte de l'invasion de l'Ukraine par la Russie. Historiquement proche de la Russie, très dépendante de ses livraisons de gaz — au point d'obtenir de l'Union Européenne une dérogation d'un an et demi à son embargo —, la Bulgarie voit une partie de son électorat soutenir une attitude ambiguë à l'égard de la Russie. La rupture entre le président russophile Roumen Radev et l'ancien Premier ministre pro-occidental Kiril Petkov est ainsi consommée, les deux hommes autrefois alliés sur le thème de la lutte contre la corruption n'ayant pu mettre de côté leur divergences géopolitiques.

## Échec de la formation d'un gouvernement
Son parti étant arrivé en tête, le dirigeant du GERB, Boïko Borissov doit se voir automatiquement confier en premier la tâche de former un gouvernement de coalition une fois la législature mise en place. L'Assemblée se révèle cependant toujours autant fragmentée et polarisée, augurant d'une poursuite de la crise politique amorcée en 2021,.
Boïko Borissov se trouve alors en grande difficulté pour former une coalition. Le GERB ne peut en effet espérer un accord avec Nous continuons le changement, le BSP pour la Bulgarie ou Bulgarie démocratique, ces trois partis ayant en partie construit les quatre campagnes électorales des deux dernières années sur leur opposition à Borissov. Si une coalition est mathématiquement possible via une alliance du GERB avec le Mouvement des droits et des libertés et Renaissance, celle-ci est en pratique impossible, les divergences étant beaucoup trop fortes entre le premier, représentant de la minorité turque et le second, ultra-nationaliste proche du Kremlin.
Deux jours après les élections, Boïko Borissov appelle néanmoins les partis à trouver un terrain d'entente pour la formation d'un gouvernement, et à rendre public leur position quant à la guerre en Ukraine, déclarant que « ce qui est le plus important pour la Bulgarie en ce moment [...] et pour le monde aussi, c'est qui soutient Poutine et qui est contre lui. Qui est du côté de l'Ukraine et qui ne l'est pas. C'est la première chose sur laquelle les partis élus doivent partager leur position. ». Il déclare dans la foulée ne pas convoiter le poste de Premier ministre, de ministre ou de parlementaire,. Le 18 octobre, il fait part de son échec à former un gouvernement à l'issue de ces recherches officieuses. Le lendemain, l'Assemblée se réunit pour sa session inaugurale, et échoue pour la première fois de son histoire à élire son président dès cette première réunion, signe de sa fracturation politique. Après un second vote également infructueux, les députés finissent le 21 octobre par élire Vejdi Rachidov, membre du GERB, avec le soutien du DPS, de Renaissance et du BSPzB, à l'origine de sa nomination surprise,.
Au cours des mois qui suivent, le président Radev temporise la nomination d'un formateur afin de laisser davantage de temps aux différentes formations pour négocier. Le président déclare notamment qu'il ne confiera le troisième et dernier mandat qu'après Noël afin que d'éventuelles élections n'aient lieu qu'en mars 2023, après la période hivernale. Le 5 décembre, le GERB se voit officiellement confié le premier mandat de formation d'un gouvernement. Borrissov réitère entretemps son intention de ne pas redevenir Premier ministre afin de faciliter les négociations, tout en affirmant qu'il gouvernerait « mieux qu'aucun autre ». Le GERB choisi par conséquent Nikolai Gabrovski, qui présente le 12 décembre une proposition de gouvernement de technocrates. Il échoue comme attendu à recevoir la confiance de l'assemblée par 113 voix pour, 125 contre et 2 abstentions, seuls le GERB, le DPS et BV votant pour,.
La tâche de former un gouvernement passe au parti arrivé deuxième, Nous continuons le changement. Ce dernier propose au président Radev de nommer formateur le professeur Nikolaï Denkov, ce qu'il fait le 3 janvier 2023. Denkov juge très faibles ses chances de former un gouvernement, rendant probable la tenue de nouvelles élections anticipées au printemps. Il tente trois jours plus tard de faire voter par le Parlement une déclaration d'intention sur une liste de « priorités nationales », mais celle-ci ne reçoit que 63 voix pour sur 177 présents. Le 9 janvier, Denkov rend son mandat sans tenter d'aller plus loin  dans la formation d'un gouvernement.
La troisième et dernière tentative de formation d'un gouvernement est confiée, le 16 janvier, par le président à la formation de son choix, la Coalition pour la Bulgarie (BSPzB). Celle-ci échoue rapidement, le BSPzB remettant le mandat au président dès le 20 janvier. L'échec des négociations conduit le président à convoquer des élections anticipées pour le 2 avril 2023,.